# Deon Cole
Deon Cole (nacido el 9 de enero de 1972) es un actor, cómico y escritor de comedia estadounidense. Originario de Chicago, es más conocido por ser escritor del The Tonight Show with Conan O'Brien (2009–2010) y con posterioridad de Conan (2010–presente), y también por ser parte del elenco de Angie Tribeca (2016–2018). Ha aparecido frecuentemente en pedacitos cómicos para ambos emisiones y ha recibido, junto con el resto dele elenco,  dos nominaciones a los Premios Primetime Emmy. Cole tuvo un papel recurrente en la sitcom de la ABC Black-ish como Charlie Telphy, el cual cambió a papel principal desde la temporada 4. Se involucró en la comedia cuando un amigo le apostó 50 dólares a que no subiría al escenario una noche en Chicago.
Cole también ha realizado monólogos en otros programas como John Oliver's New York Stand-Up Show, Mash Up y Lopez Tonight.  Cole creó su propia compañía productora, Coled Blooded, para producir la comedia de sketch Deon Cole's Black Box. Se estrenó el 10 de junio de 2013 en la TBS pero se canceló el 25 de octubre de 2013.  Cole ha presentado el programa de juegos Face Value en BET desde 2017.

## Filmografía

### Cine
| Año  | Título           | Papel         | Notas            |
| ---- | ---------------- | ------------- | ---------------- |
| 2002 | La barbería      | Cliente Dante |                  |
| 2004 | La barbería 2    | Cliente Dante |                  |
| 2005 | The Evil One     | Dejuan        |                  |
| 2005 | AGet2Gether      | Jesse         |                  |
| 2016 | La barbería 3    | Dante         |                  |
| 2017 | The Female Brain | Steven        |                  |
| 2020 | Friendsgiving    | Dan           |                  |
| 2021 | Welcome Matt     | Norman        |                  |
| 2023 | El color púrpura | Alfonso       |                  |
| TBA  | Action #1        | Nick Cage     | Completada       |
| TBA  | HeadShop         | Davis         | En posproducción |

### Televisión

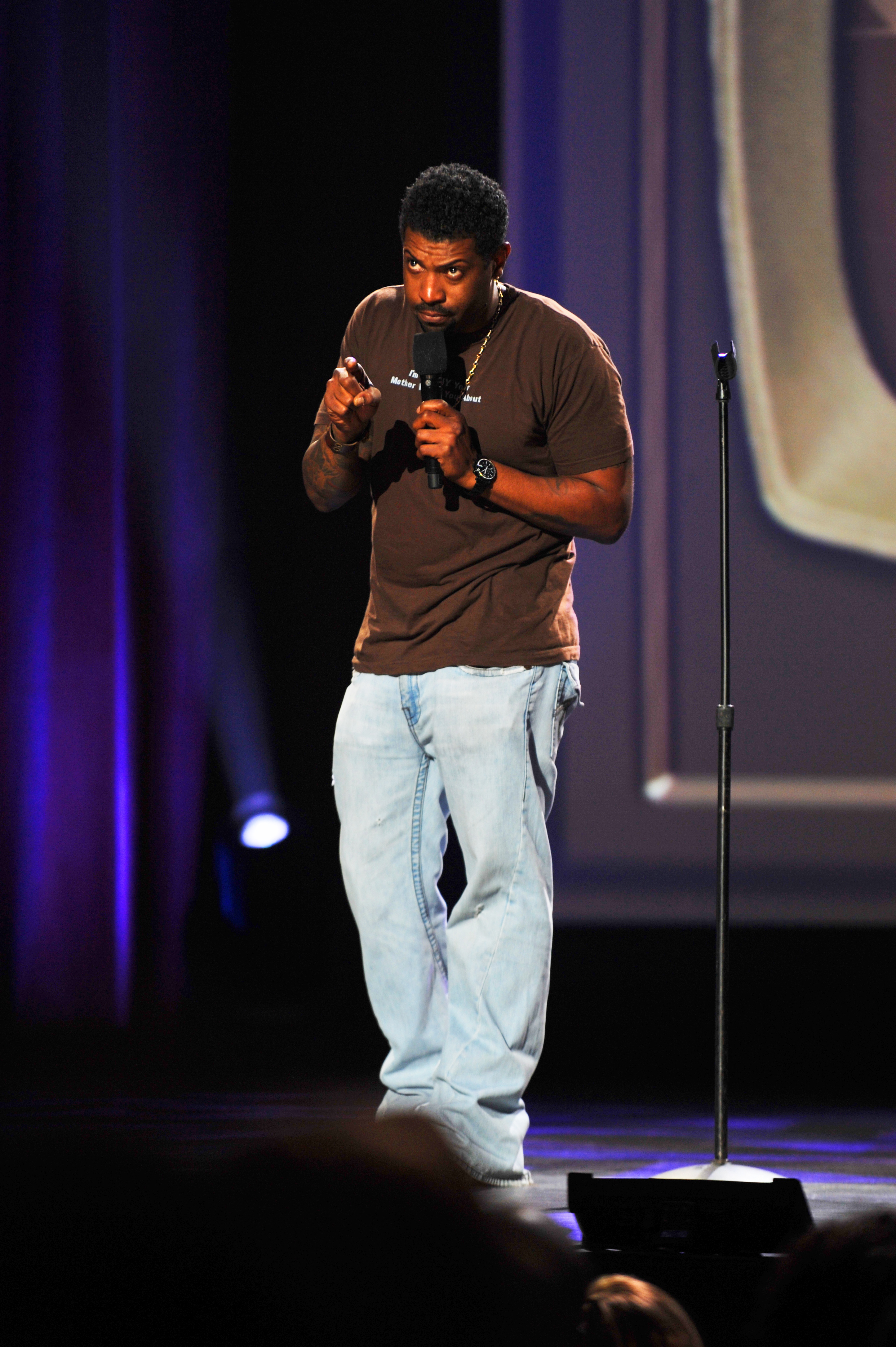
Cole actuando en 2011

| Año           | Título                               | Papel                   | Notas                                                       |
| ------------- | ------------------------------------ | ----------------------- | ----------------------------------------------------------- |
| 1998          | Pimps Up Hoes Down                   | Él mismo                |                                                             |
| 2007          | Nick Cannon Presents: Short Circuitz | Sketch El Negociador    | Episodio: "Pilot"                                           |
| 2009          | The Tonight Show with Conan O'Brien  | Varios                  | 4 episodios                                                 |
| 2010-2012     | Conan                                | Varios                  | 35 episodios                                                |
| 2011          | The League                           | Mugger                  | Episodio: "The Light of Genesis"                            |
| 2013          | Deon Cole's Black Box                | Él mismo (presentador)  | 6 episodios                                                 |
| 2014          | Benched                              | Diamond                 | Episodio: "Diamond is a Girl's Worst Friend"                |
| 2014–2021     | Black-ish                            | Charlie Telphy          | Recurrente (temporada 1-3) Principal (temporada 4-presente) |
| 2016–2018     | Angie Tribeca                        | Det. Daniel "DJ" Tanner | Principal                                                   |
| 2017          | The Standups                         | Él mismo                |                                                             |
| 2017          | Face Value                           | Él mismo                |                                                             |
| 2018–presente | Grown-ish                            | Charlie Telphy          | Principal                                                   |
| 2018          | All About the Washingtons            | Darnell Bell            | Episodio: "You Gots the Chills"                             |